# Dasylirion serratifolium
Espèce
Classification APG III (2009)
Dasylirion serratifolium est une espèce de plante très proche des nolines et des yuccas, que l'on peut reconnaître grâce aux feuilles plus courtes que celles de Dasylirion acrotriche. Originaire de centre du Mexique.